# 英國國家課程評量
英國國家課程評量（National Curriculum assessments）為一系列的教育評估測驗，又名為 Sats 或是 SATs（詳見名稱部分） ，為英國教育單位評估學童在學校的表現評量。測驗方式包含教師評估以及學生的測驗表現。本評量與同名的美國大學入學申請測驗「SAT」（學術評估測試）並無關連。

## 歷史
本測驗約從1991~1998年開始施測 ，用於7歲，11歲以及14歲的學童，了解學生的學習程度。
之後取消14歲的測驗，而7歲的測驗改由教師評估。 在2002年到2005年間，這些測驗逐漸在威爾斯地區淘汰。
這些測驗用來了解是否有達到教育計畫之中的每一個關鍵階段水準，從1到8之間。下表為各階段的年齡以及水準：
| 關鍵階段  | 學年  | 學生年齡 | 期待水準 | 測驗最高水準 |
| --------- | ----- | -------- | -------- | ------------ |
| 關鍵階段1 | 2年級 | 7        | 2        | 3            |
| 關鍵階段2 | 6年級 | 11       | 4        | 6            |
| 關鍵階段3 | 9年級 | 14       | 6        | 8            |

| 水準      | 1         | 2         | 3         | 4 | 5 | 6 | 7 | 8 | 9 | 10 | 11 |
| --------- | --------- | --------- | --------- | - | - | - | - | - | - | -- | -- |
| 關鍵階段  | 關鍵階段1 | 關鍵階段1 | 關鍵階段1 |   |   |   |   |   |   |    |    |
| 關鍵階段  | 關鍵階段2 |           |           |   |   |   |   |   |   |    |    |
| 關鍵階段  | 關鍵階段3 |           |           |   |   |   |   |   |   |    |    |
| 關鍵階段4 |           |           |           |   |   |   |   |   |   |    |    |

英國國家課程評量由國家標準測驗局(Standards and Testing Agency) (STA)定，此為英國教育部門的一間機構。該機構改制被英國政府改制為英國資格與課程開發署(Qualifications and Curriculum Development Agency) (QCDA) 以及資格及測驗規章辦公室(The Office of Qualifications and Examinations Regulation)(Ofqual)。目前由英國政府以及 Ofqual 固定辦理測驗。

## 名稱
過去本測驗的稱呼包含多重用意，由於測驗由學校老師評估，因此也被稱作教師評估測驗(Teacher Assessments)。 測驗都在學習的關鍵階段的結束後進行。
還要經過一項考試測驗，而這個考試則被稱為國家課程測驗(National Curriculum Tests)
一般的稱呼，特別是考試，都被稱作 SATs。這是因為最初發展時的名稱為「標準評估測試」(Standard Assessment Tasks)。 這個簡稱也被當作為 Statutory Assessment Tests, Standard Attainment Tests, Standardised Achievement Tests 以及 Standard Assessment Tests 等類似的名稱。"SATs" 在英國是被當作一個名詞直接念，而美國的 SATs 則是分開字母，「S-A-T」的單獨稱呼。

## 批評
如同其他的測驗，本測驗也招致許多批評。有兩個主要的批評為這個測驗會使學生增加壓力，並且會使學校課程以測驗為目而安排。
1993年時，有兩個主要的教師工會公開抵制本項測驗。
2008年時的報告指出，根據國家考試分析，英國下議院的教育委員會，以及學校和家長代表提出了對於本項測驗的疑慮。他們擔心教師的專業能力不足，以及「考試領導教學」(teaching to the test)的現象產生，造成課程縮限以及學生資源分配不均的現象。他們進一步建議應將英國國家課程評量分為 地方課責(local accountability)，全國施測(national monitoring)，以及個人進步量表(individual progress measurement)等分散評量的評分方式。
兩個主要的英國教師工會 NUT 以及 NAHT (雖然沒有 NASUWT)，在2010年發起抵制本項測驗，並且造成四分之一的學校不舉辦測驗。 這些教師工會的訴求是希望改由教師評估取代測驗。